# Casinaria mesozosta
Casinaria mesozosta là một loài tò vò trong họ Ichneumonidae.